# Dinotrema gradatim
Dinotrema gradatim är en stekelart som beskrevs av Papp 2003. Dinotrema gradatim ingår i släktet Dinotrema och familjen bracksteklar. Inga underarter finns listade i Catalogue of Life.